# Phœbé de Cenchrée
Pour les articles homonymes, voir Phœbé.
Phœbé ou Phébé(e) de Cenchrée (Ier siècle) était une diaconesse de la communauté chrétienne de Cenchrées, le port oriental de Corinthe,  dans  les  années  50.  Elle fut recommandée aux chrétiens de Rome par saint Paul, dans ses salutations personnelles (Rm 16,1-2) qui concluent sa Lettre aux Romains. Paul l’appréciait pour l'aide qu'elle lui apporta, ainsi qu'à beaucoup d’autres. Il est possible que saint Paul habita chez elle un moment lors de ses voyages à Corinthe ; et qu’elle porta à Rome la lettre qu’il destina aux Romains. Sans doute personne de haut rang, il est vraisemblable que Phoebé intervint à plusieurs reprises en faveur des chrétiens. 
« Je vous recommande Phébée notre sœur, ministre de l’Église qui est à Cencrées ; accueillez-la dans le Seigneur comme il convient à des fidèles ; aidez-la en toute affaire où elle aurait besoin de vous, car elle a prêté assistance à beaucoup de gens, de même qu’à moi », (Rm 16,1-2).
Sa fête se célèbre le 3 septembre.